# Nyáry István
Bedeghi és berencsi gróf Nyáry István (1585 körül – Kassa, 1643. március 6.) főajtónálló mester, felső-magyarországi főkapitány.

A bedegi Nyáry család grófi címere

## Élete
Az ősrégi főnemesi bedegi és berencsi gróf Nyáry családnak a sarja. Apja bedeghi báró Nyáry Pál (1550 körül – 1607. december) az egri vár várkapitánya, törökverő hadvezér, földbirtokos, anyja az enyingi Török családnak a sarja, báró enyingi Török Zsuzsanna (fl. 1571) volt. Az apai nagyszülei bedegi Nyáry Lőrinc (fl. 1517–1558) a szolnoki várnak a várkapitánya, földbirtokos és Thúróczy Márta voltak. Az anyai nagyszülei báró enyingi Török Ferenc (fl. 1566), törökverő hadvezér, földbirtokos és guthi Országh Borbála voltak.
Pályafutását Nagykálló várának kapitányaként kezdte, később Szabolcs vármegye főispánja, majd Bethlen Gábor főtanácsosa lett, aki mellett több harci cselekményben vett részt. Kassai generális és egyben felső-magyarországi főkapitány lett, császári-királyi kamarássá nevezték ki. 1632. június 28-án grófi rangot nyert, és főajtónálló mester lett, ezzel az ország zászlósurainak egyike.
Irodalom- és művészetpártoló főúr volt. Kezdetben protestáns prédikátorokat támogatott, a kisvárdai várkastélyt barokk stílusban építtette át, ahol műkincsgyűjteményt hozott létre. Fiának, a gyermekként meghalt Ferencnek Szepsi Csombor Márton volt az udvari nevelője Varannón, a szerző Udvari Schola című művét 1623-ban Nyáry Istvánnak ajánlotta.
Bőkezűen támogatta a katolikus egyházat is, a nagyszombati egyetem megalapításához tizenötezer arannyal járult hozzá. Első felesége, Telegdy Anna – aki egyben mostohatestvére is volt – verseket írt, melyek fennmaradtak.
Húga, Krisztina Esterházy Miklóssal kötött házassága után nem sokkal a császár hűségére tért, és Esterházy és Pázmány Péter szűkebb köréhez csatlakozott, később katolizált.

## Házasságai
Első felesége mezőtelegdi Telegdy Anna (†Kisvárda, 1634. november 9.), akinek az apja mezőtelegdi Telegdy Pál, földbirtokos és a Gutkeled nemzetségbeli kisvárdai Várday család utolsó leszármazottja, kisvárdai Várday Katalin (1570–1630) voltak; Várday Katalin Telegdy Pál halála után báró Nyáry Pál hitvese lett. Az apai nagyszülei mezőtelegdi Telegdy Mihály, földbirtokos és losonczi Bánffy Zsófia voltak. Telegdy Anna apai nagynénje Szokoly Miklósné Telegdy Kata az egyik első ismert magyar költőnő volt. Telegdy Anna halála után kapivári Kapy Klára kisasszonyt vette el 1636 körül.
- báró Nyáry Ferenc (1611–1622)

A két házasságából nem maradt örököse és ezzel a grófi ága a családjának vele kihalt. Nyáry István távoli rokona báró bedeghi és berencsi Nyáry Zsigmond 1723. március 5-én grófi címet szerzett és ezzel újabb grófi ágat alapított.